# 토비스
토비스(Tovis)는 산업용 모니터와 TFT-LCD 모듈, 모바일용 터치패널 등을 주로 생산하는 코스닥 상장기업이다.

## 실적 및 주가
이 회사가 생산하는 산업용 모니터는 카지노 또는 의료기기 등에 사용되는 것으로, 특히 카지노 부문에서 많은 매출 증대를 보이고 있다.
토비스는 2011년에는 101억원, 2012년에는 67억원, 2013년에는 104억원의 순이익을 거두었다.
실적 호조에 힘입어 2014년에는 외국인 지분율이 연초 0.9%에서 계속 증가하여 9월에는 15.5%에 이르렀고, 2014년 초 5000원대였던 주가가 2014년 9월에는 17,000원 이상까지 치솟았다.

## 참고 문헌
1. ↑  토비스, 3분기에도 고성장 지속할 것, 서울경제 2014.09.23